# Ringens broderskab
I J.R.R. Tolkiens trilogi om Ringenes Herre er ringens broderskab (på engelsk: Fellowship of the Ring) et broderskab, som har til opgave at bringe den onde fyrst Saurons ring til landet Mordor, hvor de skal destruere den i vulkanen Dommedagsbjerget. Broderskabet består af troldmanden Gandalf, dværgen Gimli, elveren Legolas, menneskene Aragorn og Boromir samt hobbitterne Merry, Pippin, Sam og Frodo. Sidstnævnte har til opgave at bære ringen, værne om den og destruere den i Dommedagsbjergets lava. Broderskabet fremgår også i Peter Jacksons filmatisering af Ringenes Herre, hvor personerne spilles af henholdsvis Ian McKellen (Gandalf, England), John Rhys-Davies (Gimli, Wales), Orlando Bloom (Legolas, England), Viggo Mortensen (Aragorn, USA/Danmark), Sean Bean (Boromir, England), Dominic Monaghan (Merry, Tyskland), Billy Boyd (Pippin, Skotland), Sean Astin (Sam, USA) og Elijah Wood (Frodo, USA).

## Broderskabets
Broderskabet bliver dannet hos elveren Elrond i Kløvedal, hvor det besluttes, at ringen skal destrueres. Derpå drager broderskabet af sted. Da de kommer ned i Morias miner kommer Pippin til at vælte et lig og en spand ned i en brønd, hvilket vækker Balroggen, en dæmon som førhen levede i jordens indre, men som blev vækket til live, da dværgene udgravede Morias miner. I forsøget på at standse balroggen, lykkes det Gandalf at få den til at falde ned i dybet under broen ved Khazad-dum. Det lykkes dog balroggen at trække Gandalf med sig ned, og han synes derpå død.
Senere sejler broderskabet af floden Anduin til søen Nen Hithoel. Her lander de ved kysten. På egen hånd drager både Boromir og Frodo ind i den nærliggende skov. Her forsøger Boromir at tage ringen fra Frodo, som derpå tager ringen på og bliver usynlig. Kort efter ankommer en masse Uruk-haier, som broderskabet kæmper imod. Det lykkes Uruk-Haien Ugluk at dræbe Boromir. Pippin og Merry leder Uruk-Haierne væk fra Frodo og Sam, og bliver således selv taget til fange. Midt i redeligheden fortsætter Frodo og Sam mod Dommedagsbjerget på egen hånd, og broderskabet er opløst. 